# Алон, Игаль
Игаль Алон (ивр. יגאל אלון‎; урожд. Пайкович; 10 октября 1918, Кфар-Тавор, Палестина — 29 февраля 1980, Гиносар, Израиль) — государственный и военный деятель Израиля. Занимал пост министра труда, заместителя премьер-министра и министра иностранных дел.

## Биография

### Детские и юношеские годы
Родился в мошаве́ Кфар-Тавор в Галилее. Его отец — Реувен Иосиф Пайкович (род. 1876, Гродно) — один из основателей Мошава Кфар-Тавор. В 1882 году семья переселилась в Палестину. Вначале они жили около Цфата, а в 1909 году в поселение Кфар-Тавор. В 1931—1937 годах Игаль учился в сельскохозяйственной школе «Кадури», где был активным членом спортивного движения «Макаби цаир». В 1937 году Игаль окончил сельскохозяйственную школу Кадури и вступил в кибуц Гиносар на северо-западном берегу Кинерета.

### В подпольной организации «Хагана», командир «Пальмаха»
В 1936 году вступил в еврейскую подпольную организацию «Хагана» под командованием Ицхака Саде, учился там на курсах командиров. В 1941 году стал одним из основателей ударных отрядов «Хаганы» — «Пальмаха», в 1943 году был назначен заместителем командира «Пальмаха», а в 1945 году возглавил «Пальмах». В эти годы создал диверсионно-разведывательное подразделение, которое в тесном контакте с британской армией занималось разведкой на территории вишистской Сирии и в Ливане.

### В боях за независимость Израиля
Во время Войны за независимость 1948 года, когда возглавляемый им Пальмах стал основой Армии обороны Израиля (ЦАХАЛ) Алон занимался созданием бригад и первая из созданных им бригад получила название «Ифтах» (оно составлено из начальных букв слов «Игаль Пайкович Тель-Хай»). Под его командованием она приняла участие в боях с сирийскими и ливанскими войсками и «палестинской армией спасения». Бригаде удалось вытеснить врага из восточного района Верхней Галилеи. Эта операция вошла в историю Войны за независимость под названием «Ифтах». Затем под руководством И. Алона были освобождены города Рамле и Лод. Алон руководил также операцией «Дани», когда войска Израиля сумели разбить Иорданский легион, который двигался к Тель-Авиву, тем самым был создан коридор Латрун-Иерусалим. Затем он командовал третьим фронтом в южном направлении и под командованием Игаля Алона наступавшая с юга египетская армия была оттеснена от города Беэр-Шевы. Одному первых в Израиле, ему в 1948 году было присвоено звание генерал-майора. В этом же году он сменил подпольное имя Ифтах Хагилади на Алон (Дуб).

### Депутат Кнессета, министр ряда министерств, заместитель премьер-министра
После войны завершил образование в Еврейском университете и занялся политикой. В 1954 году он стал одним из лидеров партии «Ахдут ха-Авода», в 1955 году был избран в Кнессет.
В 1960 году отправился учиться в Оксфордский университет, где провёл 2 года.
Работал министром труда, на этом посту сумел провести ряд важных реформ. В 1968 году Алон стал заместителем премьер министра, в 1969 году также министром образования и культуры. В 1974—1977 годах Игаль Алон занимал пост министра иностранных дел оставаясь одновременно заместителем премьер-министра. С 26 февраля по 17 марта 1969 года Игаль Алон исполнял обязанности премьер-министра Израиля. Автор трудов по истории Войны за Независимость.
29 февраля 1980 года Игаль Алон скончался от инфаркта, похоронен в кибуце Гиносар.

## Память
Именем Игаля Алона в Израиле названы улицы, парки, школы. В кибуце Гиносар создан музей Игаля Алона.